# 하석주
하석주(河錫舟, 1968년 2월 20일 ~ )는 대한민국의 축구 선수 출신 축구 지도자이다. 현역 시절 포지션은 수비수, 미드필더였다. 현재 아주대학교 축구부의 감독겸 대한축구협회의 부회장직을 맡고 있다.

## 학력
- 서울숭곡초등학교 졸업
- 경신중학교 졸업
- 광운전자공업고등학교 졸업
- 아주대학교 경영학과 학사 졸업

## 클럽 경력
1990년 대우 로얄즈에서 데뷔하여 1991년 K리그 우승 등에 큰 공헌을 하였고, 1997년 5월 3일 안양 LG 치타스와의 원정 경기에서 K리그 통산 16번째로 20-20클럽에 가입하였다. 1998년 J리그 팀 세레소 오사카에 이적했으나 시즌 후 연봉 협상이 결렬되어 시즌이 끝난 후 김도훈이 뛰고 있었던 비셀 고베로 다시 이적하였다.
2001년 대한민국으로 돌아와 K리그 팀 포항 스틸러스로 이적하였다. 2001년 7월 11일 열린 울산 현대와의 K리그 경기에서 K리그 복귀 후 첫 골을 기록했다. 이후 2003 시즌이 끝난 뒤 현역에서 은퇴하였다.

## 국가대표팀 경력
1991년 6월 11일 대통령배 국제 축구 대회에서 몰타와의 경기로 A매치 데뷔전을 치렀다. 1991년부터 2001년까지 10년간 국가대표팀 선수로 활약하며 1994년 FIFA 월드컵, 1998년 FIFA 월드컵에 참가하였다. 특히, 1998년 FIFA 월드컵에서 예선 1차전 멕시코전에서 프리킥으로 수비수를 맞고 호르헤 캄포스가 꼼짝하지 못한 대한민국 팀 최초의 선제 골을 뽑아 냈다. 하지만 그 직후 라몬 라미레스에게 백태클로 퇴장당해 가린샤 클럽에 가입된 경력이 있다.
2001년 5월 30일 대구스타디움에서 열렸던 컨페더레이션스컵 프랑스와의 94번째 A매치 경기가 자신의 마지막 국가대표 경기가 되었다. 2003년 4월 16일 일본과의 경기 하프 타임에 은퇴식을 가져 공식적으로 은퇴하였다.

## 지도자 경력
2003년 은퇴 후 포항 스틸러스에서 코치로 활동하였다. 2005년 새롭게 창단된 경남 FC의 코치로 영입되었고, 2008년 전남 드래곤즈로 옮겨 수석코치로 활동했다. 2011년 모교인 아주대학교 축구부 감독으로 부임하였고, 정해성 감독이 사임하자 전남 드래곤즈의 감독을 맡게 되었고 2014년까지 맡았다가 노상래에게 인계하고 2015년부터 아주대학교 감독을 다시 맡고 있다.

## 플레이 스타일
현역 시절에 주 포지션은 미드필더(왼쪽 윙백)로 공격적인 성향이 강해 많은 득점을 올리기도 하였다. 공간 침투가 빠르고 스피드, 지구력이 좋은 것이 강점인 선수였다. 특히, 정확성과 예리함이 장착된 경이로울 정도의 왼발 킥을 선보여 '왼발의 달인'이라는 별명으로 불렸다.

## 경력 목록

### 클럽 경력
- 1990년 ~ 1997년  부산 대우 로얄즈
- 1998년  세레소 오사카
- 1998년 ~ 2000년  비셀 고베
- 2001년 ~ 2003년  포항 스틸러스

### 국가대표팀 경력
- 1994년 FIFA 월드컵 대표
- 1996년 하계 올림픽 대표 (와일드카드)
- 1996년 AFC 아시안컵 대표
- 1998년 FIFA 월드컵 대표
- 2000년 AFC 아시안컵 대표
- 2001년 FIFA 컨페더레이션스컵 대표

### 지도자 경력
- 2003년 ~ 2004년  포항 스틸러스 코치
- 2005년 ~ 2007년  경남 FC 코치
- 2008년 ~ 2010년  전남 드래곤즈 코치
- 2011년 ~ 2012년  아주대학교 감독
- 2012년 ~ 2014년  전남 드래곤즈 감독
- 2015년 ~  아주대학교 감독
- 2023 ~   SBS 해설위원

## 수상 내역

### 개인
- 1989년 전국대학축구연맹전 춘계대회 MVP 수상
- 1990년 전국축구선수권대회 MVP 수상
- 1992년 대통령배 국제 축구 대회 MVP 수상
- 1996년 AFC 선정 10월의 골
- 1996년 K리그 베스트 11 선정
- 1997년 코리아컵 국제 축구 대회 MVP 수상
- 2022년 SBS 연예대상 남자 신인상

### 클럽

#### 부산 대우 로얄즈
- K리그 우승 2회 (1991년, 1997년)
- K리그 준우승 1회 (1990년)
- 아디다스 컵 우승 1회 (1997년)
- 프로스펙스 컵 우승 1회 (1997년)

#### 포항 스틸러스
- FA컵 준우승 2회 (2001년, 2002년)

### 감독

#### 아주대학교
- 2011년 제12회 전국대학축구대회 우승 1회
- 2012년 제8회 전국 1,2학년 축구대회 우승 1회

### 국가 대표팀
- 1998년 프랑스월드컵 멕시코전 대한민국 역사상 첫 선제골 주인공
- 2000년 AFC 아시안컵 3위